# 朝ビタTV
朝ビタTV（あさビタてれび）は2000年4月から2006年3月に放送されていたHBCテレビの平日午前の情報番組。月～金曜9:54～10:45に放送していた。
後継は、月曜は9:55～10:25がショップジャパンなどのテレビショッピング、10:25～11:20が「いきいき!夢キラリ」。火～金曜は、9:55～10:25が新情報番組｢ユメイロ。｣、10：25～11：20にはそれまで16:55～に放送されていた時代劇（水戸黄門などC.A.L制作）の再放送枠が移動となった。

## 出演者
- 石崎輝明
- 渡辺陽子
- 薮淳一
- 宮崎明日香（渡辺陽子アナの産休代理）
- 渕上紘行
- ちょび太

## 関連番組
- 朝ズバッ!
- ビタミンTV